# لطيفة بناني سميرس
لطيفة بناني سميرس (بالفرنسية Latifa Bennani Smires) سياسية مغربية. تعتبر إلى جانب بادية الصقلي، أول امرأتين في مجلس النواب المغربي عندما انتخبت لعضوية البرلمان عام 1993.

## سيرتها
هي رئيسة القسم النسائي في حزب الاستقلال، ترشحت لطيفة بناني سميرس للانتخابات التشريعية البرلمانية عام 1993 وكانت واحدة من امرأتين انتخبتا لمجلس النواب حينذاك، لتصبح أول امرأة في تاريخ البرلمان المغربي.  أعيد انتخابها في الأعوام 1997 و2002 و2007.  خلال ولايتها الأخيرة، شغلت منصب رئيسة الفريق الاستقلالي للوحدة والتعادلية في مجلس النواب المغربي. 